# Malibu Rescue
Malibu Rescue, nota anche come Malibu Rescue: La serie, è una serie televisiva statunitense di genere teen comedy creata da Savage Steve Holland e Scott McAboy per Netflix. È stata introdotta dallo speciale film omonimo il 13 maggio 2019, seguito dalla prima stagione il 3 giugno 2019. Netflix ha commissionato un secondo film a settembre 2019, Malibu Rescue: Una nuova onda, che è stato presentato in anteprima il 4 agosto 2020. La serie è interpretata da Ricardo Hurtado, Jackie R. Jacobson, Abby Donnelly, Alkoya Brunson e Breanna Yde.

## Trama
Dopo che Tyler, abitante una cittadina chiamata Valle, si è messo nei guai ancora una volta, il patrigno lo punisce inviandolo al Malibu Junior Rescue Program dove incontra un gruppo di ragazzi proveniente dalla Valle. Insieme, il gruppo chiamato "Platesse" decide di riuscire a tutti i costi di partecipare alla gara che coinvolge tutti i ragazzi di Malibu. Quando è uscito fuori che il direttore Garvin Cross ha fatto partecipare Tyler e il suo gruppo alla gara in modo che fallissero e così non avrebbe più dovuto in futuro accettare i ragazzi della Valle, Tyler e i suoi compagni di gruppo si uniscono come una squadra più forti che mai per vincere la grande prova finale per i posti da bagnino e per guadagnare una loro propria torre di salvataggio per tutta l'estate.

## Cast e personaggi

### Principali
- Tyler Gossard interpretato da Ricardo Hurtado e doppiato da Tommaso Di Giacomo, un adolescente molto competitivo, costretto a unirsi al salvataggio di Malibu junior dal suo patrigno come punizione.
- Dylan interpretata da Jackie R. Jacobson e doppiata da Emanuela Ionica, il primo capitano della torre delle Platesse a cui manca la fiducia in se stessa.
- Lizzie interpretata da Abby Donnelly e doppiata da Arianna Vignoli, un'adolescente frizzante e vivace con un lato oscuro che ha una madre iperprotettiva.
- Eric interpretato da Alkoya Brunson e doppiato da Mattia Fabiano, il cuore del gruppo.
- Gina interpretata da Breanna Yde e doppiata da Vittoria Bartolomei, un'atleta tosta e sicura di sé che cerca di essere all'altezza dell'eredità di grandi nuotatori della sua famiglia.

### Personaggi ricorrenti
- Garvin Cross interpretato da Ian Ziering e doppiato da Riccardo Rossi, il direttore della gara deciso a far cacciare le Platesse dal programma.
- Brody interpretato da JT Neal e doppiato da Emanuele Ruzza, un capitano della torre di salvataggio che odia le Platesse e li vuole espulsi.
- Logan interpretata da Bryana Salaz, l'amica di Brody che alla fine fa amicizia con Dylan e ha perso la possibilità di diventare capitano di una torre.
- Vooch interpretato da Jeremy Howard e doppiato da Roberto Gammino, autista di autobus e amico delle Platesse che gestisce anche un camion di cibo.
- Spencer interpretato da Camaran Engels, amico di Brody e capitano della Torre 3.
- Thornton Pavey interpretato da Zahf Paroo, un ricco donatore che in seguito dirige il programma di salvataggio per ragazzi di Malibu per sabotare le Platesse.

### Altri personaggi
- Mr. Rathbone interpretato da Curtis Armstrong, il bidello della scuola
- Roger interpretato da Jeff Meacham, il patrigno di Tyler
- Sasha interpretata da Ella Gross e doppiata da Chiara Fabiano, sorellastra di Tyler
- Diane interpretata da Catia Ojeda e doppiata da Barbara De Bortoli
- Ufficiale Wagstaff interpretato da Treisa Gary
- Spencer interpretato da Camaron Engels
- Jeffy interpretato da Michael Mourra
- Craig interpretato da Austin Fryberger
- Mamma di Jeffy interpretato da Molly Haldeman
- Sindaco di Los Angeles interpretato da Rodney J. Hobbs
- Mamma di Lizzie interpretata da Mary Passeri
- Derek Mitchell interpretato da Anthony Alabi, il padre di Eric
- Mrs. Mitchel interpretata da Angel Laketa Moore, la madre di Eric
- Chote Pavey interpretato da Kartik Ash, figlio di Pavey
- Mamma di Dylan interpretata da Leigh-Allyn Bake

## Episodi
| Stagione       | Episodi | Pubblicazione Stati Uniti | Pubblicazione Italia |
| -------------- | ------- | ------------------------- | -------------------- |
| Film           | Film    | 13 maggio 2019            | 13 maggio 2019       |
| Prima stagione | 8       | 3 giugno 2019             | 3 giugno 2019        |
| Film           | Film    | 4 agosto 2020             | 4 agosto 2020        |